# 布氏宿柱薹
布氏宿柱薹（学名：Carex wahuensis），又名健壮薹草，为莎草科薹草属下的一个种。

## 扩展阅读
- 維基物種上的相關：布氏宿柱薹